# 日下部久太郎
日下部 久太郎（くさかべ きゅうたろう、1871年7月20日〈明治4年6月3日〉 - 1953年〈昭和28年〉）は、日本の資産家・実業家。日下部汽船、岐阜信託各社長。十六銀行取締役。日下部同族代表。

## 経歴
岐阜県羽島郡坂丸村（現在の羽島市）の農家に生まれる。日下部吉右衛門の二男。北海道に渡り、諸種の業に従う。函館で米穀、肥料、海産物商を営み、傍ら海運業に嘱望する。しかし米相場の暴落に遭い失敗し、遂に閉店する。
函館に北海産業合資会社が設立され、同社海運部主任となり、大にその手腕を振るう。1907年（明治40年）、同社を退く。1908年（明治41年）、日下部合名会社を組織して、自ら代表社員となり、船舶の代理売買及び賃貸を兼ねて傍ら運送業を営む。1911年（明治44年）、神戸に支店を出し、大に業務を拡張する。
第一次世界大戦時に、海運、船舶の売買などで財をなす。1917年（大正6年）、日下部株式会社を創立し、その社長となる。
海運業や金融業以外にも、倉庫業、小規模ながら油田や炭鉱も経営していた。
太平洋戦争で、海運業に使用していた船舶は一隻を除いて、すべて連合国の潜水艦などによって沈没させられた。また、太平洋戦争では石油や石炭が重要資源であり、政府管理下に置かれて、戦争終了時点では完全に採掘が終了していた。倉庫も空襲で完全に破壊された。

## 人物
宗教は真宗。岐阜県在籍。住所は北海道函館市末広町、岐阜市米屋町。

## その他

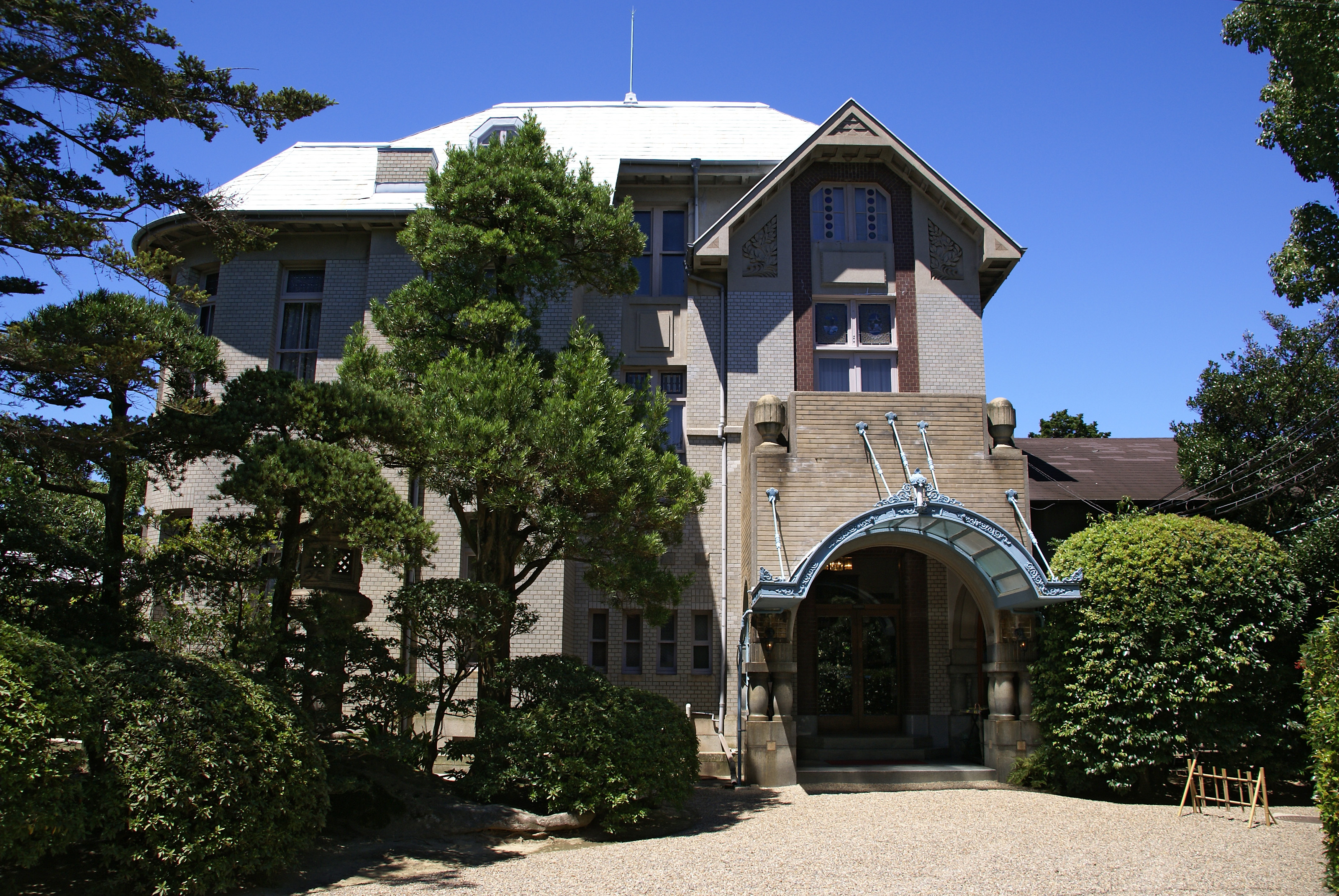
舞子ホテル洋館

日下部株式会社は日下部汽船に改称。現在は日下部建設株式会社となっている。
神戸市にある舞子ホテルは、日下部汽船迎賓館兼日下部久太郎の別邸である。
日下部久太郎が建てた、岐阜市の住居兼事務所や倉庫は、1998年（平成10年）の第1回目の「岐阜市都市景観重要建築物」に、3つの建築物が指定された。第1回目には岐阜市の12の建築物が指定された内、複数の建築物が指定されたのは、日下部久太郎ゆかりのものだけである。
愛知県名古屋市にある「八事興正寺」には、岐阜市の久太郎が建てた「岐阜市都市景観重要建築物」の一部が移築された。「竹翠亭」という名称になっている。
岐阜市には、第1回目の「岐阜市都市景観重要建築物」の3つの建築物のうち、1つが現存している。所有者は日下部家やそのゆかりの法人ではない。

## 栄典
- 1927年11月19日 - 紺綬褒章[9]
  - 1921年3月、岐阜高等農林学校創設費金1万5千円を寄付する[9]。

## 家族・親族
日下部家
- 妻・さい（1863年 - ?、大阪、栗本榮次郎の姉）[2][7]
- 庶子[2]
  - 久男（1909年 - ?、日下部汽船取締役[6]、生母は東京、桑山ふく[2][7]）
  - 久次（1913年 - ?、日下部汽船取締役[6]、生母は北海道、稲葉タカ[7]）
  - ハツ（1904年 - ?、日下部弥三郎の妻[5]、生母は北海道、稲葉タカ[2][7]）
  - 千代（1906年 - ?、生母は北海道、稲葉タカ[2][7]）
- 養子・弥三郎（1895年 - ?、日下部汽船、岐阜信託各取締役）[6]